# 銀色曲鼬鳚
銀色曲鼬鳚（学名：Glyptophidium argenteum），又名鼬魚，为鼬魚科曲鼬鳚屬下的一个种。